# Dorcadion rufoapicipenne
Dorcadion rufoapicipenne là một loài bọ cánh cứng trong họ Cerambycidae.